# Europese weg 64
De Europese weg 64 of E64 is een Europese weg die loopt van Turijn in Italië naar Brescia in Italië.

## Nationale wegnummers
| nummer | tracé            |
| Italië | Italië           |
| ------ | ---------------- |
|        | Torino - Brescia |

## Algemeen
De Europese weg 64 is een Klasse A West-Oost-verbindingsweg en verbindt het Italiaanse Turijn met het Italiaanse Brescia en komt hiermee op een afstand van ongeveer 240 kilometer. De route is door de UNECE als volgt vastgelegd: Turijn - Milaan - Brescia.